# Heibai Wuchang

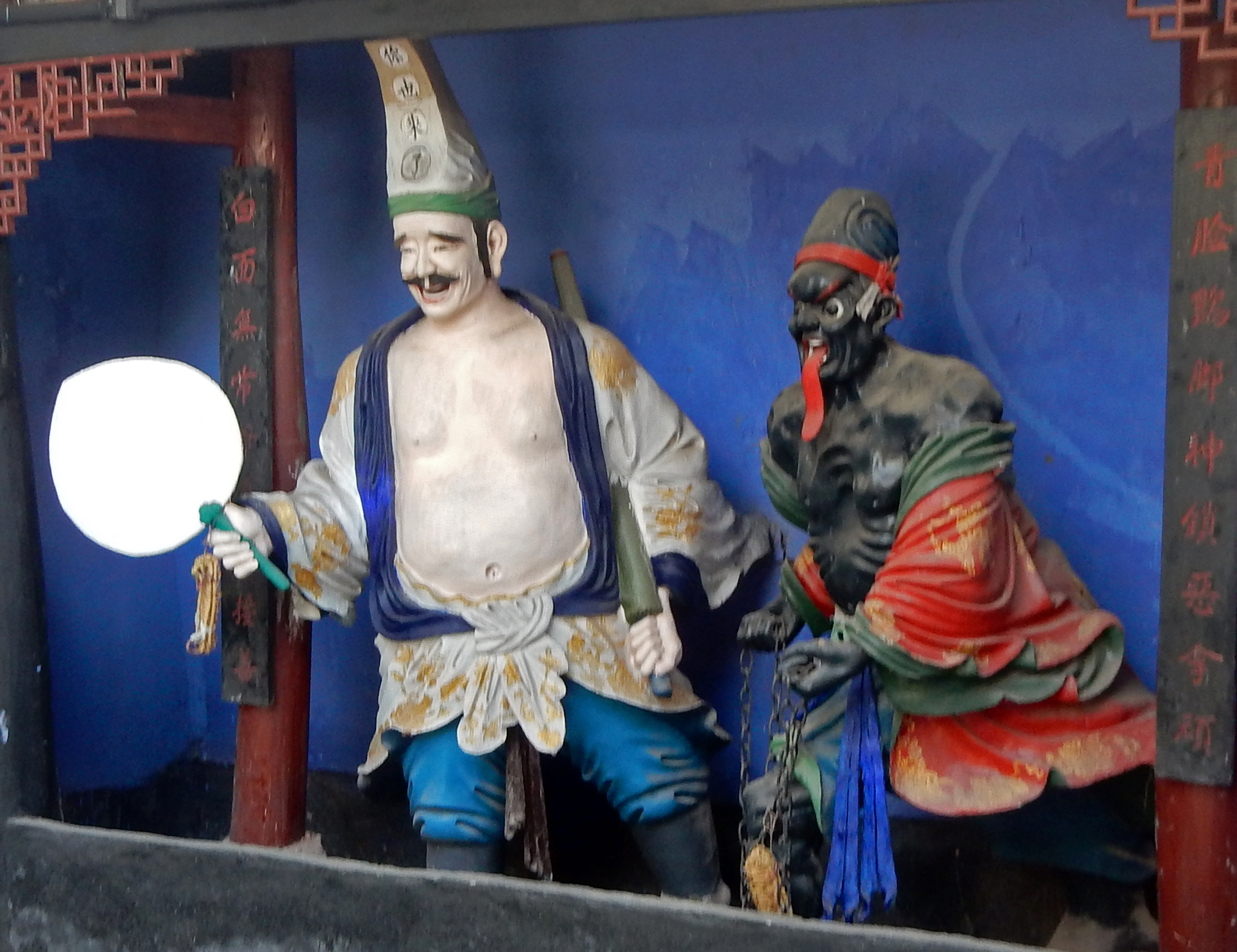
Les Heibai Wuchang représentés à la ville fantôme de Fengdu.

Les Heibai Wuchang (en chinois : 黑白無常, litt. « Impermanence noire et blanche ») sont deux divinités de la religion traditionnelle chinoise chargées d'escorter l'esprits des morts vers le monde souterrain. Comme leur nom chinois l'indique, ils sont respectivement vêtus de noir et de blanc. Ils obéissent à Yanluowang, le juge suprême des enfers dans la mythologie chinoise, aux côtés des gardes Tête de bœuf et Visage de cheval. Ils sont vénérés comme des divinités de la fortune et sont également vénérés dans les temples de Cheng Huang dans quelques pays.
Dans certains cas, les Heibai Wuchang sont représentés comme un seul être - au lieu de deux êtres distincts - connu sous le nom de Wuchang Gui (également romanisé Wu-ch'ang Kuei), littéralement « fantôme de l'impermanence ». Selon la personne qu'il rencontre, le Wuchang Gui peut apparaître soit comme une divinité de la fortune qui récompense la personne pour ses bonnes actions, soit comme une divinité malveillante qui punit la personne pour avoir commis le mal.

## Noms alternatifs
Dans le folklore, le nom du garde blanc est Xie Bi'an (謝必安;谢必安), ce qui peut être interprété comme « Ceux qui font amende honorable (« Xie ») seront toujours en paix (« Bi'an ») ». Le nom du garde noir est Fan Wujiu (范無咎;范无咎), ce qui signifie à l'inverse « Ceux qui commettent des crimes (« Fan ») n'auront pas de salut (« Wujiu ») ». Ils sont parfois appelés les « généraux Fan et Xie » (范謝將軍;范谢将军).
Dans la province du Fujian et parmi les communautés chinoises des pays d'Asie du Sud-Est comme Singapour, l'Indonésie et la Malaisie, ils sont connus sous le nom de « Premier et Deuxième Maîtres » (大二老爺) ou « Premier et Deuxième oncles » (大二爺伯).
À Taïwan, ils sont appelés « Septième et Huitième Maîtres » (七爺八爺).
Dans la province du Sichuan, ils sont appelés les « Deux Maîtres Wu » (吳二爺).

## Iconographie
Le garde blanc est généralement représenté comme un homme au teint clair, vêtu d'une robe blanche et coiffé d'un grand chapeau sur lequel sont inscrits les mots chinois « Devenez riche en me rencontrant » (一見發財/一見生財), « Devenez chanceux en me rencontrant » (一見大吉) ou « Vous êtes venu aussi » (你也來了). Il tient un éventail dans une main et une manille en forme de poisson ou un panneau en bois dans l'autre main. Il est généralement représenté comme le plus grand des deux.
Le garde noir est généralement représenté comme un homme au teint sombre, vêtu d'une robe noire et portant un chapeau similaire à celui porté par le garde blanc. Les mots chinois inscrits sur son chapeau sont « Paix sur le monde » (天下太平) ou « Je vous arrête immédiatement » (正在捉你). Il tient un éventail dans une main et un panneau en bois carré dans l'autre. Le panneau porte les mots « Faire une distinction claire entre le bien et le mal » (善惡分明) ou « Récompenser le bien et punir le mal » (獎善罰惡). Une longue chaîne est enroulée autour de l'un de ses bras.
Certaines statues les représentent avec des grimaces féroces sur le visage et de longues langues rouges qui sortent de la bouche pour effrayer les mauvais esprits. Cependant, ils ont parfois des expressions faciales différentes : le garde blanc a l'air amical et accessible tandis que le garde noir a l'air sévère et féroce.

## Légendes

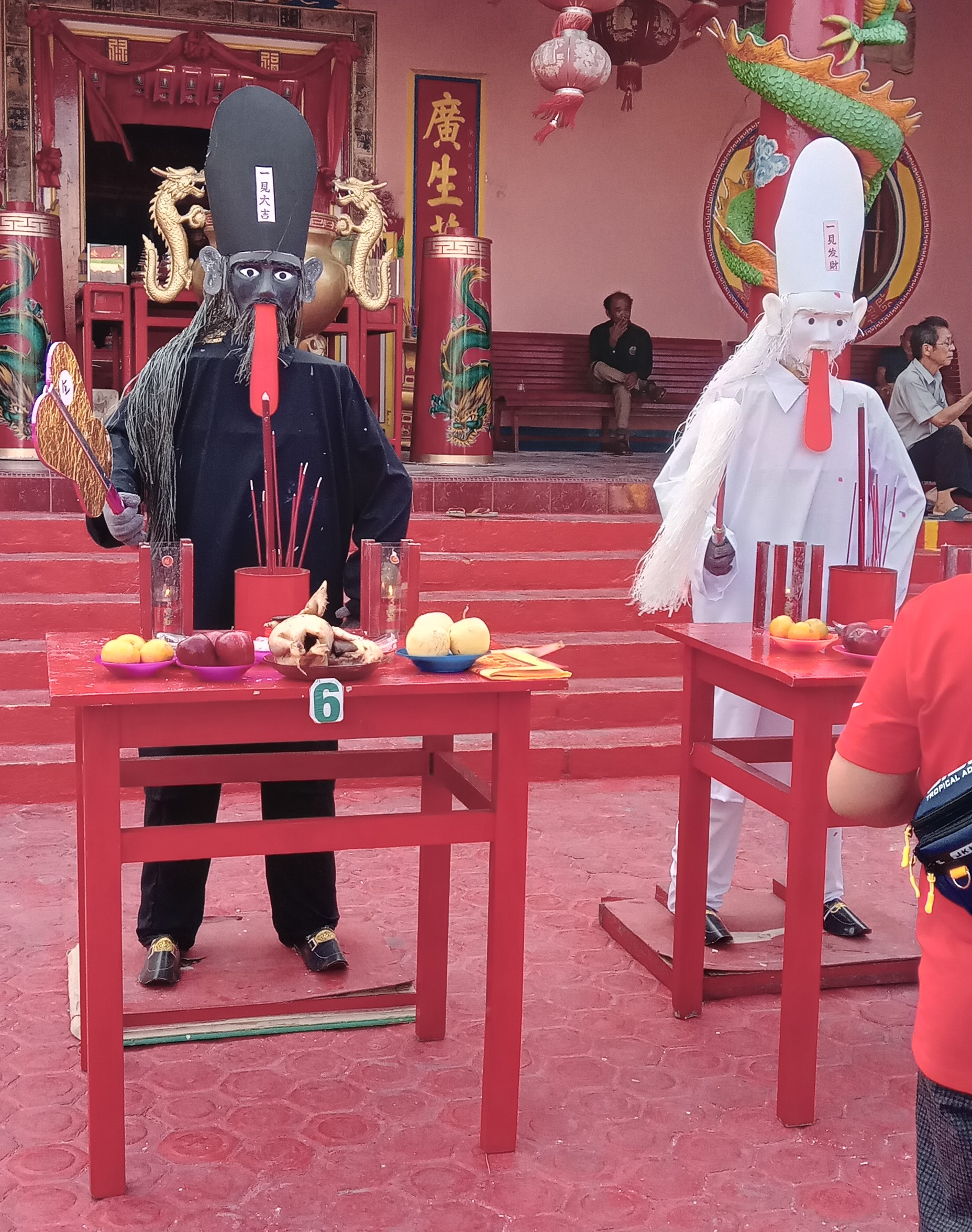
Les Heibai Wuchang lors d'un festival sur l'île de Bangka en Indonésie.

Un jour, un garde blanc était en patrouille lorsqu'il vit une femme et deux enfants en pleurs devant une tombe. Il demanda ce qui s'était passé. La femme était la fille d'un riche marchand, qui possédait quatre boutiques. Elle était née avec la variole, ce qui affectait son apparence physique. Sa mère mourut de dépression après s'être sentie coupable de ce qui était arrivé à sa fille. Son père avait un serviteur rusé, qui savait qu'aucun homme ne voudrait épouser la fille de son maître à cause de son apparence. Le serviteur pensait que s'il l'épousait, il hériterait de la richesse de son maître à la mort de ce dernier, alors il fit semblant d'aimer la fille de son maître et finit par l'épouser. Elle eut deux enfants avec lui. Le serviteur révéla plus tard sa vraie nature : il négligeait sa famille, la traitait avec mépris et passait son temps à s'adonner aux plaisirs sensuels. Le marchand regretta sa décision de marier sa fille à son serviteur et mourut de frustration.
Le garde blanc se mit en colère après avoir entendu l'histoire et décida d'aider la femme. Lorsqu'elle rentra chez elle, elle rencontra un homme qui voulait récupérer une dette de jeu due par son mari. Après qu'elle l'eut payé, il vit qu'elle était seule et essaya de la molester, mais elle le repoussa et s'enferma dans sa chambre. Elle pleura alors sur sa situation et essaya de se pendre. Juste à ce moment, la porte s'ouvrit et le garde blanc entra avec ses enfants. Elle vit l'apparence amicale du garde blanc et n'eut aucune peur. Il lui conseilla : « Pourquoi penses-tu à te suicider ? Pourquoi ne fais-tu pas tes bagages et ne quittes-tu pas cet endroit pour de bon avec tes enfants ? Ils ont besoin que tu prennes soin d'eux et que tu les élèves. » Elle suivit le conseil du garde blanc. Après leur départ, la maison et les quatre magasins prirent soudainement feu et furent réduits en cendres. Au moment où le serviteur découvrit l'incendie, toute la fortune dont il avait hérité avait déjà été détruite.

### Autres histoires
L'histoire la plus courante des Heibai Wuchang raconte que Xie Bi'an et Fan Wujiu étaient gardes dans un yamen. Un jour, un condamné qu'ils escortaient vers un autre endroit s'échappa pendant le voyage. Ils décidèrent de se séparer et de rechercher le condamné évadé et de se retrouver plus tard sous un pont à une certaine heure. Cependant, Xie Bi'an fut retardé par de fortes pluies et n'atteignit pas le pont à temps. Fan Wujiu, qui était à l'heure, attendit sous le pont. La forte pluie provoqua des inondations dans la zone située sous le pont. Fan Wujiu refusa de partir car il voulait tenir sa promesse envers son collègue et finit par se noyer. Lorsque Xie Bi'an arriva, il fut attristé de voir que Fan Wujiu s'était noyé, alors il se suicida en se pendant. L'Empereur de jade fut profondément impressionné par leur amitié et les nomma « Gardiens des Enfers ».
D'autres versions de leur histoire sont globalement similaires à l'histoire ci-dessus sur deux points. Tout d'abord, ils ont tous deux convenu de se rencontrer à un certain endroit et à une certaine heure. Ensuite, la manière dont ils sont morts. Les différences résident dans leurs carrières antérieures : certains pensaient qu'ils étaient des officiers militaires (c'est pourquoi on les appelait aussi « généraux ») tandis que d'autres disaient qu'ils étaient des paysans qui vivaient l'un à côté de l'autre.
D'autres histoires racontent que les Heibai Wuchang ont des origines différentes et sans rapport. Le garde noir était un vaurien qui passait son temps à jouer. Son père a essayé de le discipliner et de le forcer à changer ses habitudes, mais il a refusé de l'écouter. Un jour, il a perdu tout son argent au jeu et a eu une violente dispute avec son père à son retour à la maison. Son père a perdu le contrôle de lui-même et a tué son fils dans un accès de colère. Après sa mort, le garde noir a été envoyé en enfer, où il a reçu la punition qui lui était due. Il s'est repenti et a expié ses péchés en faisant plusieurs bonnes actions. Les dieux ont été touchés par son repentir et l'ont nommé garde noir de l'impermanence. Le garde blanc, en revanche, est né dans une famille riche et avait une personnalité gentille. Son père l'a un jour envoyé faire une course avec une grosse somme d'argent, mais il a oublié sa course et a utilisé l'argent pour aider une famille pauvre dans le besoin. Lorsqu'il a réalisé son erreur, il a eu honte de rentrer chez lui pour faire face à ses parents et s'est suicidé. Après sa mort, les dieux ont considéré ses bonnes actions et l'ont nommé garde blanc de l'impermanence.